# G
G je sedmé písmeno latinské abecedy. Vzniklo z písmene C (jímž se v klasické latině zapisovala hláska k, ale původně také g): přidáním dodatečné čárky vzniklo nové písmeno, kterým se zapisovala hláska g. V řečtině se na zápis této hlásky používalo písmeno gama řecké abecedy.
- V češtině označuje znělou velární plozivu.
- V biochemii
  - G je označení pro nukleosid guanosin a aminokyselinu glycin.
  - G je typ proteinů.
- V elektrotechnice je G označení standardní velikosti baterie ve tvaru válce o průměru 32 mm a délce 105 mm.
- Ve filmu je G název:
  - britského filmu z roku 1974,
  - amerického filmu z roku 2002.
- G je mezinárodní poznávací značka Gabonu.
- Ve fyzice
  - G je označení pro:
    - tíhovou sílu.
    - standardní hodnotu tíhového zrychlení na Zemi 1 G = 9,80665 m/s².
    - elektrickou vodivost
    - modul pružnosti ve smyku

  - g je označení pro tíhové zrychlení
- V hudbě je g nota.
- V chemii g označuje plyn (z angl. gas).
- V radiokomunikaci je G jeden z prefixů volacích znaků pro Velkou Británii.
- V sexuologii je Bod G místo ve vagíně, jehož dráždění údajně způsobuje orgasmus.
- V soustavě cgs je G značka jednotky magnetické indukce gauss.
- V soustavě SI
  - g je značka vedlejší jednotky hmotnosti gram.
  - G je značka předpony soustavy SI pro 109, giga.
- V astronomii je G označení jedné ze spektrálních tříd hvězd.